# 清原マリア
清原マリア（きよはら マリア、生没年不明）は、安土桃山時代の女性で、キリシタン。父は清原枝賢（えだかた/しげかた）。本名は清原いと。

## 経歴
大伯母が細川藤孝の生母であることから細川家に奉公した。後に細川忠興の正室・明智珠の侍女となる。
天正15年（1587年）、大坂の教会で洗礼を受け、「マリア」と称する。同年、忠興の妻となった明智珠に自ら洗礼を授け、珠はガラシャの洗礼名を得た。この時剃髪し、ガラシャに忠誠を誓った。洗礼を受けた際、宣教師には「賢く思慮分別があり奥方と同じくらい教義をよく理解していた」と評されている。その後誕生したガラシャの次男細川興秋にも洗礼を授けた。
明智光秀がガラシャの嫁入り時に付けた侍女の小侍従とは別人である。ガラシャ自害の際には立ち会っていなかったようである。
ガラシャの死後、出家して寿光院と名乗った。

## 系譜
清原宣賢の曾孫にあたり、父は清原枝賢。兄に清原国賢（くにかた）がいる。
父の枝賢は公卿引退後、儒者として活動し、松永久秀らに儒学を講じたといわれるが、久秀の要請でキリシタンと論戦を行った結果、それに敗れ、キリスト教に改宗したといわれる。

## 演じた人物
- 滝花久子：映画『戦国秘聞』（1955年）
- 荒木道子：テレビドラマ『聖女像』（1960年、TBS）
- 清水まゆみ：テレビドラマ『大坂城の女』（1970年、KTV）
- 桂木梨江：大河ドラマ『おんな太閤記』（1981年、NHK）
- 賀田裕子：テレビドラマ『 関ヶ原』（1981年、TBS）
- 筒井真理子：大河ドラマ『功名が辻』（2006年、NHK）
- 吉田羊：大河ドラマ『江〜姫たちの戦国〜』（2011年、NHK）